# فرانسيسكو دي الميدا
فرانسيسكو دي الميدا (بالإنجليزية: Francisco de Almeida) (تلفظ برتغالي: ‎/fɾɐ̃ˈsiʃku dɨ aɫˈmɐjðɐ/‏) كان نبيلًا وجنديًا ومستكشفًا برتغاليًا.